# McLaren MP4-31
La McLaren MP4-31 è una monoposto di Formula 1, costruita dalla casa inglese automobilistica McLaren per partecipare al Campionato mondiale di Formula 1 2016.
Si tratta dell'ultima McLaren con la storica denominazione "MP4", in uso dal 1981.

## Livrea
La MP4-31 è verniciata in nero, con sfumature e accenni di rosso sulle pance laterali e sul musetto. Come nel modello precedente, ampie parti della vettura, comprese le pance laterali, sono prive di marchi commerciali e risulta mancare una sponsorizzazione principale.

## Tecnologia e sviluppo

### Presentazione
La vettura è stata presentata online il 21 febbraio 2016 sul sito web del team McLaren.

### Caratteristiche tecniche
La MP4-31 è il successore della monoposto MP4-30.
Come nella vettura nell'anno precedente, la MP4-31 è alimentata da un motore V6 da 1,6 litri con un turbocompressore della Honda. La monoposto è la nona McLaren da Formula 1 con motore Honda nella storia assoluta nella casa di Woking. I tubi di scarico ora sono diventati due, attraverso cui i gas di scarico bypassano parziale la valvola del wastegate del flusso del turbocompressore, per avere un diverso sound del propulsore.
Per la meccanica, la McLaren MP4-31 utilizza un nuovo disegno della sospensione anteriore, la parte superiore dei due quadrilateri delle sospensioni posteriori è montata in una zona molto inferiore sul veicolo rispetto ad altri veicoli. Ciò garantisce un migliore flusso d'aria intorno alle pance.

## Piloti
| Piloti ufficiali       | Piloti ufficiali    | Piloti ufficiali    |
| Nazione                | Nome                | Numero              |
| ---------------------- | ------------------- | ------------------- |
| Spagna (bandiera)      | Fernando Alonso     | 14                  |
| Regno Unito (bandiera) | Jenson Button       | 22                  |
| Collaudatori           |                     |                     |
| Nazione                | Nome                | Nome                |
| Belgio (bandiera)      | Stoffel Vandoorne   | Stoffel Vandoorne   |
| Giappone (bandiera)    | Nobuharu Matsushita | Nobuharu Matsushita |

I due piloti titolari della McLaren per il 2016 sono gli stessi della passata stagione: lo spagnolo Fernando Alonso (14) e l'inglese Jenson Button (22) Come terzo pilota è stato scelto il pilota belga Stoffel Vandoorne al posto del danese Kevin Magnussen passato alla Renault F1 e dal giapponese Nobuharu Matsushita nominato pilota di sviluppo.

## Carriera agonistica

### Test
La MP4-31 ha iniziato i test invernali sul circuito di Barcellona. Jenson Button il primo giorno di test ha portato a termine 89 giri contro i 3 della stessa giornata del 2015, mentre Alonso il giorno successivo ne ha effettuati altri 119.

### Stagione
La stagione fu nettamente migliore in termini di risultati rispetto alla precedente. Entrambi i piloti riuscirono più spesso a concludere le gare, e anche i guasti diminuirono, ma la vettura nonostante questo non risultò mai essere così tanto competitiva da essere considerata una top car. Il miglior risultato della stagione furono 2 quinti posti conquistati da Alonso a Monaco e ad Austin. Anche Button comunque fu capace di ottenere buone prestazioni e i risultati furono migliori della passata stagione: la scuderia passò dal 9º al 6º posto nella classifica costruttori e i punti conquistati passarono da 27 a 76.

## Risultati F1
| Anno | Team    | Motore          | Gomme | Piloti    |     |     |    |    |     |   |     |     |     |    |     |    |     |    |     |   |    |   |    |    |     | Punti | Pos. |
| ---- | ------- | --------------- | ----- | --------- | --- | --- | -- | -- | --- | - | --- | --- | --- | -- | --- | -- | --- | -- | --- | - | -- | - | -- | -- | --- | ----- | ---- |
| 2016 | McLaren | Honda RA616H V6 | P     | Alonso    | Rit | INF | 12 | 6  | Rit | 5 | 11  | Rit | Rit | 13 | 7   | 12 | 7   | 14 | 7   | 7 | 16 | 5 | 12 | 10 | 10  | 76    | 6º   |
| 2016 | McLaren | Honda RA616H V6 | P     | Button    | 14  | Rit | 13 | 10 | 9   | 9 | Rit | 11  | 6   | 12 | Rit | 8  | Rit | 12 | Rit | 9 | 18 | 9 | 13 | 16 | Rit | 76    | 6º   |
| 2016 | McLaren | Honda RA616H V6 | P     | Vandoorne |     | 10  |    |    |     |   |     |     |     |    |     |    |     |    |     |   |    |   |    |    |     | 76    | 6º   |